# Египетски божества по градове
Списъкът по-долу представя най-важните градове в Древен Египет и техните богове, които ги покровителстват.

## Долен Египет
- 1 ном
  - Мемфис: Птах, Секхмет, Нефертум
- 3 ном
  - Хермополис: Тот
- 5 ном
  - Саис: Нейт
- 6 ном
  - Буто: Уто
- 7 ном
  - Деми-н-Хор: Хороерис (Хор древния)
- 9 ном
  - Бузирис: Озирис
- 11 ном
  - Леонтополис: Шу
- 13 ном
  - Хелиополис: Атум, Хепри, Ра, Небетхетепет, Юсас
- 16 ном
  - Мендес: Ба-неб-дед
- 17 ном
  - Бехедет: Харахтес (Хор от хоризонта)
- 18 ном
  - Бубасте: Бастет, Атум, Мийсис
- 20 ном
  - Пер-Сопду: Сопду

## Горен Египет
- 1 ном
  - Филе: Изида
  - Елефантина: Хнум, Анукис, Сатет
  - Омбос: Собек, Хароерис
- 2 ном
  - Аполинополис: Хор Бехудити
- 3 ном
  - Хикраконполис: Хорус от Некен
  - Ейлейтуяполис: Нехбет
  - Латополис: Хнум
  - Хермонтис: Монту
- 4 ном
  - Тива: Амон, Мут, Хонсу
- 5 ном
  - Коптос: Мин
  - Омбос: Сет
- 6 ном
  - Дендара: Хатхор
- 8 ном
  - Абидос: Хентаментиу-Озирис
  - Тинис: Онурис
- 9 ном
  - Панополис: Мин
- 10 ном
  - Ликополис: Упоаут
- 15 ном
  - Хермополис: Тот
- 20 ном
  - Хераклеополис: Харсафес
- 21 ном
  - Крокодилополис: Собек
- 21 ном
  - Амарна: Атон